# Corytophanes cristatus
Corytophanes cristatus là một loài thằn lằn trong họ Corytophanidae. Loài này được Merrem mô tả khoa học đầu tiên năm 1820.

## Hình ảnh

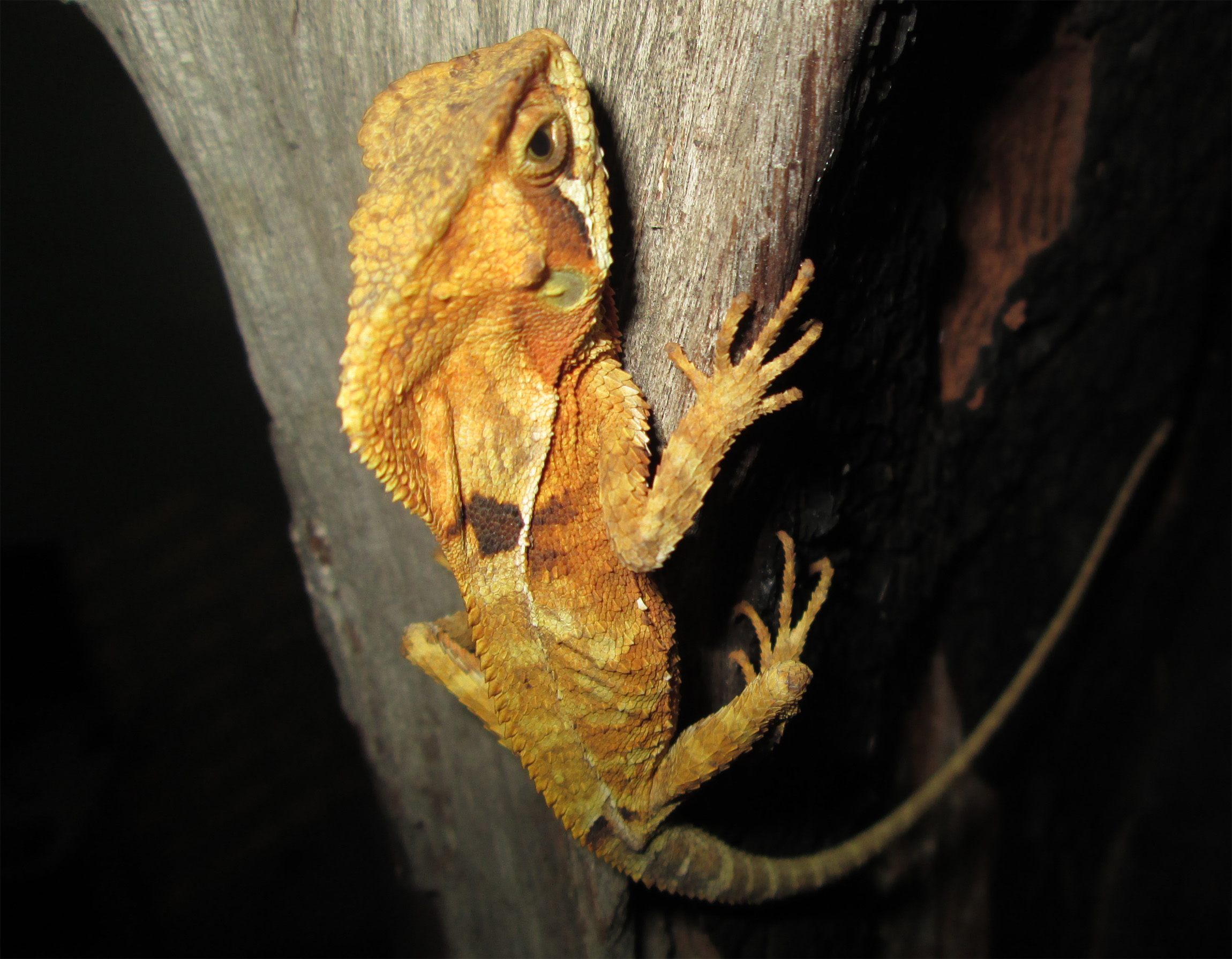
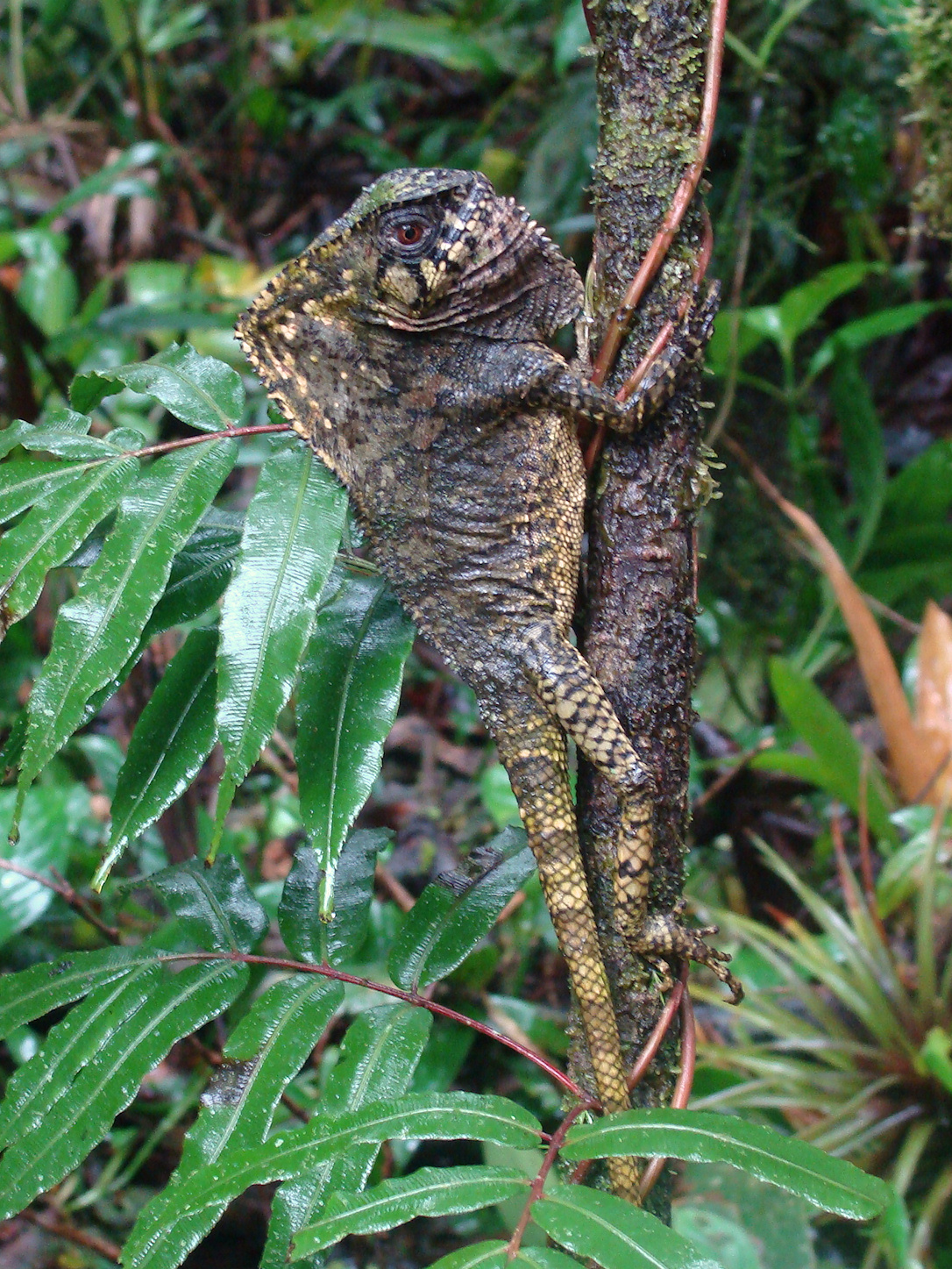